# Kim Jae-bum
Dans ce nom, le nom de famille, Kim, précède le nom personnel Jae-Bum.
Kim Jae-Bum, né le 25 janvier 1985 à Gimcheon, est un judoka sud-coréen évoluant dans la catégorie des moins de 81 kg (poids mi-moyens). Aux Jeux olympiques, il obtient d'abord une médaille d'argent en 2008 avant de remporter la médaille d'or lors de édition suivante à Londres. Il est également double champion du monde, en 2010 et 2011. Il compte également huit titres dans des compétitions continentales, six lors des championnats d'Asie et deux aux Jeux asiatiques.

## Biographie
Kim Jae-Bum se distingue chez les juniors en remportant successivement les titres de champion d'Asie et de champion du monde juniors en 2003 et 2004. En 2005, il remporte un premier sacre international senior en gagnant les championnats d'Asie, une compétition qu'il remporte de nouveau en 2008 peu de temps avant les Jeux olympiques d'été de 2008 disputés à Pékin. Avant cela, il s'était distingué sur le continent européen en gagnant deux tournois majeurs à Vienne en 2006 et à Hambourg en 2008. Lors du tournoi olympique, le judoka sud-coréen réalise un parcours sans-faute jusqu'en finale où il est vaincu par l'Allemand Ole Bischof. Il avait auparavant notamment battu le Polonais Robert Krawczyk, le champion d'Europe João Neto ou l'ancien champion du monde Guillaume Elmont, tous plus expérimentés que le Sud-coréen au niveau international. Kim Jae-Bum décroche donc la médaille d'argent, l'une des quatre décrochées en judo par la délégation sud-coréenne aux Jeux olympiques de 2008.
Il remporte son premier titre olympique le 31 juillet 2012 à Londres en prenant sa revanche sur l'Allemand Ole Bischof, puisqu'il le bat en finale avec un Waza-ari qu'il aura réussi à conserver jusqu'au bout du temps réglementaire.

## Palmarès

### Compétitions internationales
| Année | Compétition           | Lieu      | Résultat | Catégorie      |
| ----- | --------------------- | --------- | -------- | -------------- |
| 2005  | Championnats d'Asie   | Tashkent  | 1re      | moins de 73 kg |
| 2008  | Championnats d'Asie   | Jeju      | 1re      | moins de 81 kg |
| 2008  | Jeux olympiques       | Pékin     | 2e       | moins de 81 kg |
| 2009  | Championnats d'Asie   | Taipei    | 1re      | moins de 81 kg |
| 2009  | Championnats du monde | Rotterdam | 3e       | moins de 81 kg |
| 2010  | Championnats du monde | Tokyo     | 1re      | moins de 81 kg |
| 2010  | Jeux asiatiques       | Guangzhou | 1re      | moins de 81 kg |
| 2011  | Championnats d'Asie   | Abu Dhabi | 1re      | moins de 81 kg |
| 2011  | Championnats du monde | Paris     | 1re      | moins de 81 kg |
| 2012  | Championnats d'Asie   | Tashkent  | 1re      | moins de 81 kg |
| 2012  | Jeux olympiques       | Londres   | 1re      | moins de 81 kg |
| 2014  | Jeux asiatiques       | Incheon   | 1re      | moins de 81 kg |
| 2015  | Championnats d'Asie   | Koweït    | 2e       | moins de 81 kg |

Outre ses médailles individuelles, il remporte des médailles dans des compétitions par équipes
| Année | Compétition     | Lieu    | Résultat |
| ----- | --------------- | ------- | -------- |
| 2014  | Jeux asiatiques | Incheon | 1re      |

### Divers
- Principaux tournois :
  - 1 podium au Tournoi de Hambourg (1er en 2008).

- Juniors :
  -  Champion du monde junior en 2004 à Budapest (Hongrie).
  -  Champion d'Asie junior en 2003 à Macao (Chine).